# Bulbophyllum sicyobulbon
Bulbophyllum sicyobulbon là một loài phong lan thuộc chi Bulbophyllum.